# Altstädter Kirchplatz 6 (Hofgeismar)

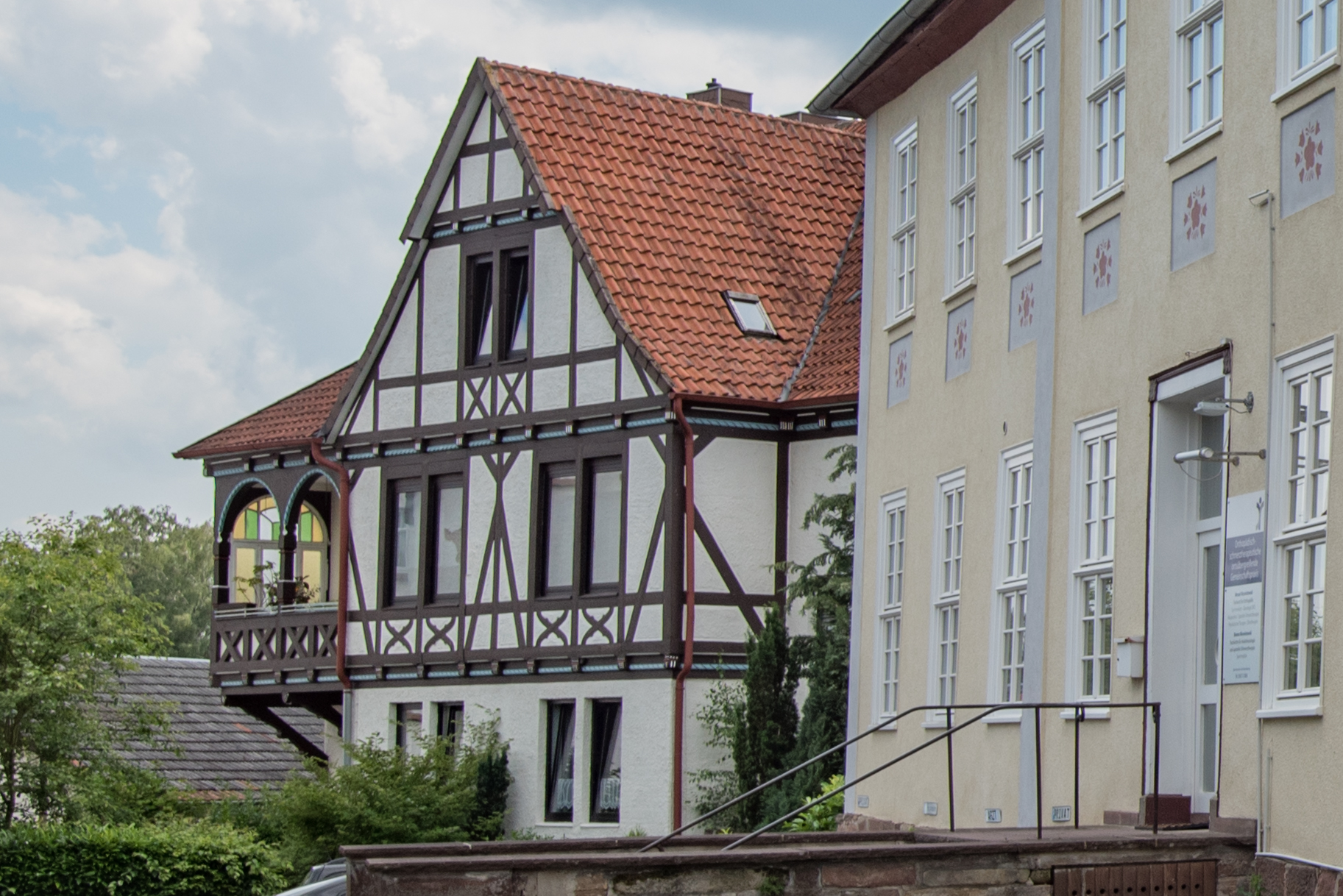
Gebäude Altstädter Kirchplatz 6 in Hofgeismar (links)

Das Gebäude Altstädter Kirchplatz 6 in Hofgeismar, einer Stadt im Landkreis Kassel in Nordhessen, wurde 1909 errichtet. Das Wohnhaus ist ein geschütztes Kulturdenkmal.
Der zweigeschossige Bau mit verputztem Erdgeschoss und darüber Schmuckfachwerk mit geschwungenen Andreaskreuzen in den Brüstungsfeldern hat eine hölzerne Loggia mit Rundbögen. 
Im rückwärtigen Teil des Grundstücks steht ein kleiner Fachwerkspeicher mit Satteldach.